# فرماندهی عالی لوفت‌وافه
فرماندهی عالی لوفت‌وافه (Oberkommando der Luftwaffe) فرماندهی عالی نیروی هوایی، لوفت‌وافه آلمان نازی بود.